# Madagaszkári vércse
A madagaszkári vércse (Falco newtoni) a madarak osztályának sólyomalakúak (Falconiformes) rendjéhez, azon belül a sólyomfélék (Falconidae) családjához tartozó faj.

## Rendszerezése
A fajt John Henry Gurney amerikai bankár, amatőr ornitológus írta le 1863-ban, a Tinnunculus nembe Tinnunculus newtoni néven. Tudományos faji nevét Edward Newton brit ornitológusról kapta.

## Alfajai
- Falco newtoni aldabranus (Grote, 1928) - Aldabra
- Falco newtoni newtoni (Gurney, 1863) - Madagaszkár, a Comore-szigetek és Mayotte [2]

## Előfordulása
Madagaszkáron, a Mayotte szigeten, a Seychelle-szigetek és a Comore-szigetek területén honos. Természetes élőhelyei a szubtrópusi és trópusi füves puszták, szavannák és cserjések, lápok és mocsarak, valamint szántóföldek, ültetvények és városi régiók. Állandó, nem vonul faj.

## Megjelenése
Testhossza 25 centiméter, szárnyfesztávolsága 49–63 centiméter, testtömege 90-153 gramm.
|  |

## Életmódja
Főleg rovarokkal táplálkozik.

## Természetvédelmi helyzete
Az elterjedési területe nagyon nagy, egyedszáma pedig növekszik. A Természetvédelmi Világszövetség Vörös Listáján a nem fenyegetett fajként szerepel.